# Rafael Casanova i Comes

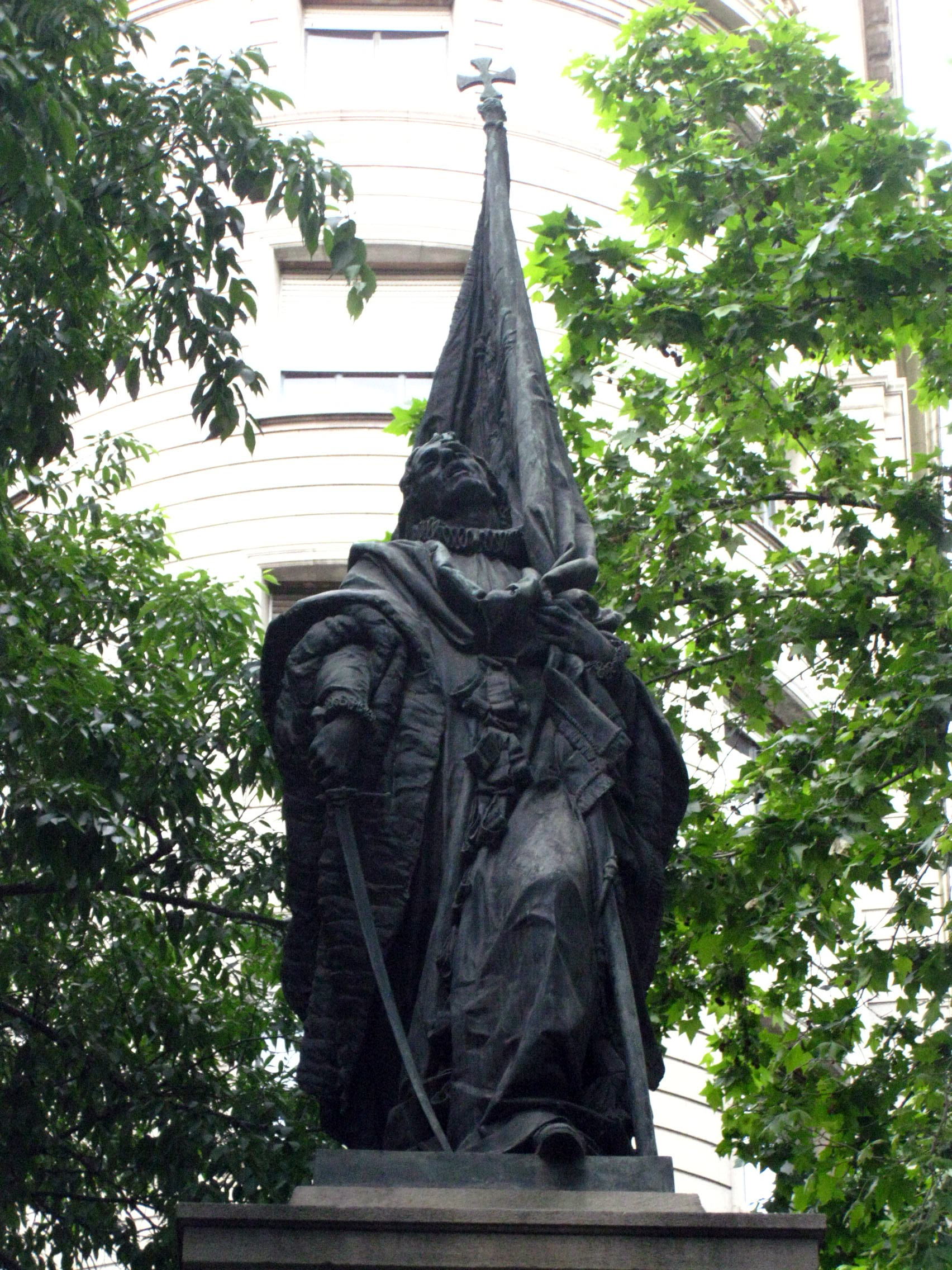
Die Statue von Rafael Casanova mit der Fahne der Heiligen Eulalia in Barcelona

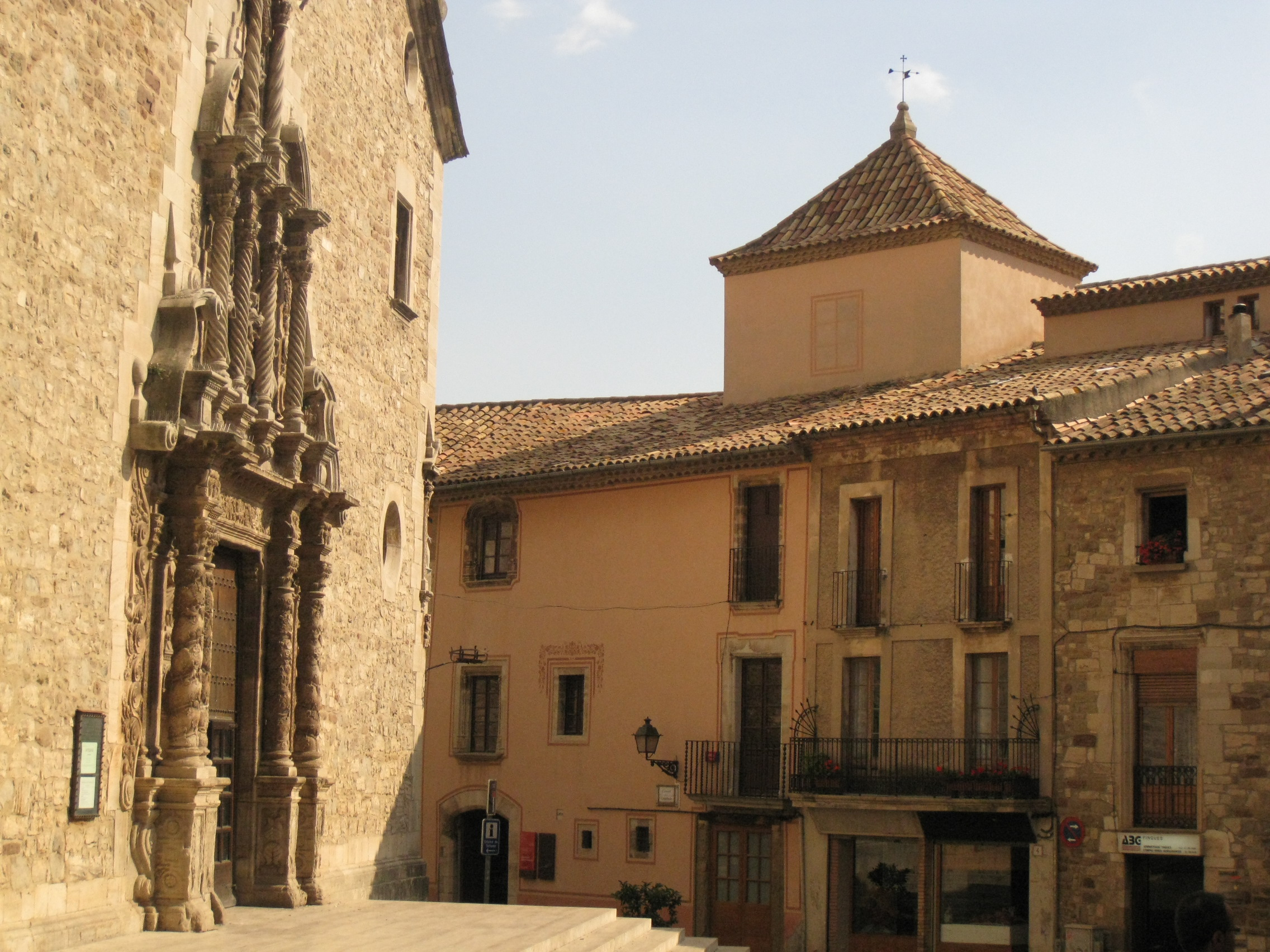
Die Kirche Santa Maria von Moià und das Elternhaus von Rafael Casanova

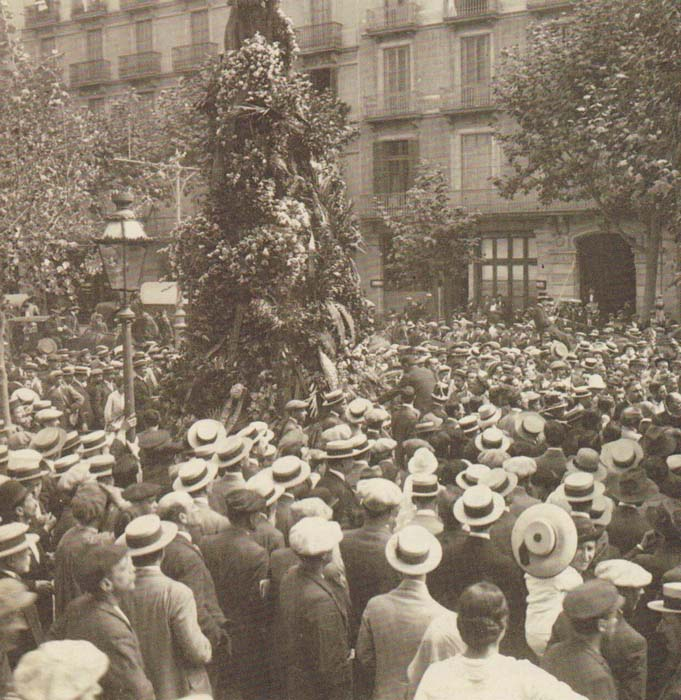
Das Denkmal von Rafael Casanova auf der Ronda de Sant Pere im Jahr 1914 zum 200-jährigen Gedenktag des Falls der Stadt Barcelona

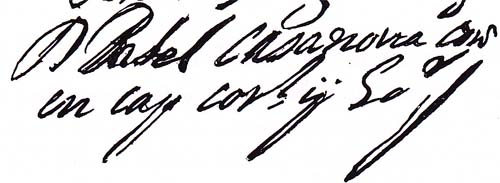
Unterschrift von Rafael Casanova aus dem Jahr 1714 als Conseller en cap, Coronel y Gobernador von Barcelona

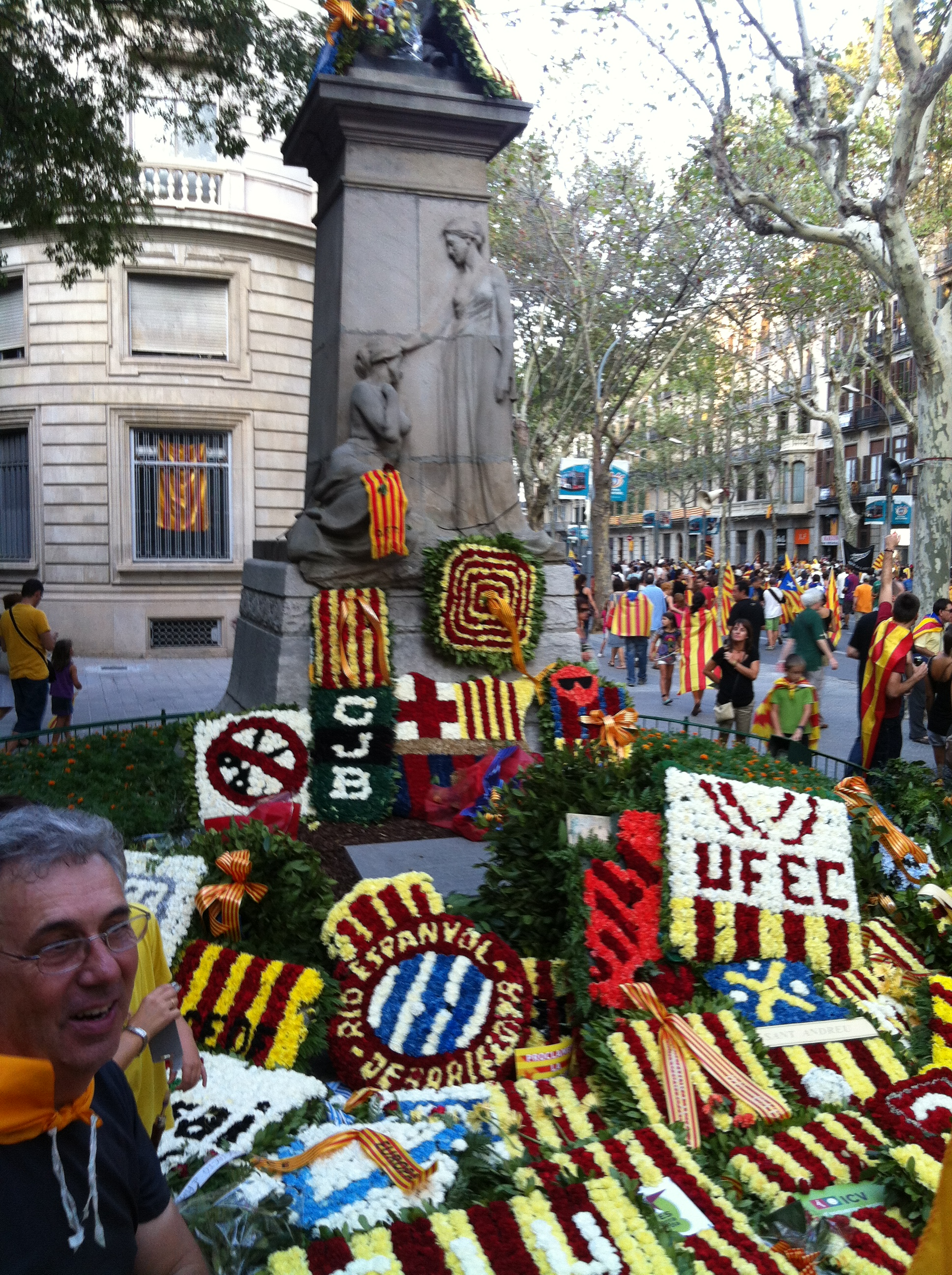
Das Denkmal von Rafael Casanova am 11. September 2012 fast 300 Jahre nach dem Fall Barcelonas

Rafael Casanova i Comes (* um 1660 in Moià; † 2. Mai 1743 in Sant Boi de Llobregat) war ein katalanischer Jurist und Politiker. Er unterstützte während des spanischen Erbfolgekrieges Karl VI., den Kaiser des Heiligen Römischen Reiches, als Anwärter auf die spanische Krone. Rafael Casanova war im September 1714 „El Conseller en cap“, amtierender Vorsitzender des Selbstverwaltungsrates der Stadt Barcelona während der Belagerung dieser durch bourbonische Truppen. Er wurde damit am 11. September 1714 zum Protagonisten der Verteidigung der Stadt. Der 11. September, der Tag der Niederlage und des Falls von Barcelona, ist heute als „La Diada“, der offizielle Nationalfeiertag Kataloniens.

## Leben und Laufbahn
Rafael Casanova i Comes wurde um 1660 als Sohn von Rafael Casanova i Solà, Landbesitzer aus Moià, und Maria Comes i Sors aus Granollers als eines von elf Kindern des Paares in Moià geboren. Der Vater hatte verschiedene Positionen in Moià inne. Unter anderem war er Bürgermeister und Schiedsmann des Ortes. Die Familie beschäftigte sich mit dem Handel von Getreide und Wolle und war wohlhabend. Das Erbe war dem ältesten Bruder Francisco Casanova vorbehalten. Rafael Casanova ging nach Barcelona und studierte dort an der Universität Philosophie sowie Zivil- und Kirchenrecht und erwarb einen Doktortitel. Als Einwohner von Barcelona heiratete er am 22. Juli 1696 Maria Bosch i Barba, Tochter aus einem wohlhabenden Hauses in Sant Boi de Llobregat. Der erste Mann von Maria Bosch, der Arzt Josep Campllonch i Puig, war verstorben. Im Jahr 1697 gab Maria Bosch Rafael umfangreiche Vollmachten zur Verwaltung des Vermögens der Barceloneser Apothekerfamilie. Aus der Ehe gingen zunächst zwei Söhne, Francesc und Rafael, hervor. Am 29. Dezember 1704 starb Maria Bosch bei der Geburt der Zwillinge Pau und Theresa. Die beiden Zwillinge starben ebenfalls wenige Tage später. Auch Sohn Francesc überlebte die Kindheit nicht.
Zwischen 1704 und 1705 arbeitete Casanova als Rechtsanwalt für die Kirchengemeinde in Moià. Im Zuge des Spanischen Erbfolgekrieges wurde Casanova am 25. Januar 1706 zum dritten Rat von Barcelona ernannt. Er ersetzte Jacint Lloreda, der kurz zuvor verstorben war. Im April 1706 begann die erste Belagerung Barcelonas durch bourbonische Truppen. Am 22. Mai 1706 starb mit Francesc Nicolau de Sanjoan der erste Rat der Stadt Barcelona. Die Stadt wurde jetzt vom zweiten Rat Francesc Gallart und von Rafael Casanova geleitet. Die bourbonische Belagerung wurde durchbrochen und der Angriff auf Barcelona abgewehrt. Karl VI., mit seinem spanischen Alias-Namen Karl III., ernannte Casanova zum Ehrenbürger von Barcelona. Als solcher nahm er an den königlichen Besprechungen teil, auch an der letzten Besprechung am 30. Juni 1713. In dieser Besprechung wurde die Frage behandelt, ob sich das katalanische Fürstentum Philipp V. von Spanien unterwerfen oder ob das bedrohte katalanische Verfassungsgebilde weiterhin verteidigt werden sollte. Man entschied sich für letztere Option des Widerstandes und der Verteidigung bis zur letzten Konsequenz.
Zuvor war Casanova Mitglied des aus fünf Personen bestehenden Verteidigungsrates geworden, dessen Aufgabe es war, die Verteidigungsstrategie des katalanischen Militärchefs Antoni de Villarroel auf ihre Umsetzbarkeit hin zu prüfen. Am 30. November 1713 wurde Casanova zum Conseller en Cap, dem Ratsvorsitzenden der Selbstverwaltung von Barcelona ernannt. Am 26. Februar 1714 wurden ihm die obersten militärischen Befugnisse von ganz Katalonien übertragen. Am 29. Juli 1714 verkündete er per Dekret die Mobilmachung aller Männer ab einem Alter von 14 Jahren. Während dieser Zeit lag die Stadt Barcelona unter massivem Kanonenbeschuss. Die Lage in der Stadt war verheerend. Der oberste Befehlshaber der bourbonischen Streitkräfte, General Berwick, forderte am 3. September die bedingungslose Übergabe der Stadt. Casanova selbst warb in seinen Reihen für Bemühungen um einen Waffenstillstand von 12 Tagen einzutreten, der ihm die Reorganisation seiner Truppen und Hilfe durch Truppen aus Mallorca ermöglichen sollte. In Barcelona prädominierte aber die Meinung, die Stadt zu übergeben. In der Morgenfrühe des 11. September startete Casanova mit seinen Leuten mit der Fahne der Santa Eulalia, der historischen Fahne der Stadt Barcelona, am Portal Nou (am neuen Stadttor) eine finale Konterattacke. Er selbst wurde dabei durch eine Kugel im Oberschenkel verwundet. Man brachte ihn in das Krankenhaus Col·legi de la Mercè. Aus Angst vor Repressalien der Truppen von Philipp V. wurde das Gerücht verbreitet, er sei im Krankenhaus gestorben. Im Geheimen wurde er im Elternhaus seiner Frau in Sant Boi de Llobregat untergebracht, in dem jetzt sein Sohn Rafael lebte. Der katalanische Architekt und Historiker Albert García Espuche wies jedoch auf die Unhaltbarkeit dieser Darstellung hin. Zunächst wäre er wohl als erstes im Hause seines Sohnes in Sant Boi de Llobregat gesucht worden. Darüber hinaus war Casanova nach Albert García Espuche bereits am 19. Oktober 1714 wieder nachweislich in Barcelona vor Ort und dies war wohl auch den neuen bourbonischen Machthabern bekannt.
Nach der Kapitulation der Stadt wurde die Selbstverwaltung von Katalonien und Barcelona ausgesetzt. Rafael Casanova wurde all seiner politischen und militärischen Positionen enthoben. Sein Vermögen wurde beschlagnahmt. Im Jahr 1719 wurde er, nachdem er um königliche Vergebung gebeten hatte, amnestiert. Er konnte wieder als Rechtsanwalt arbeiten. Nach dem Frieden von Wien im Jahre 1725 konnte er seine beschlagnahmten Grundstücke, die einen erheblichen wirtschaftlichen Wert hatten, wiedererlangen. Im Jahr 1730 überschrieb er seinem Sohn Rafael anlässlich dessen Hochzeit das Familienvermögen. Bis 1737 widmete er sich weiterhin seiner Tätigkeit als Rechtsanwalt. Am 2. Mai 1743 starb er in Sant Boi de Llobregat. Er wurde dort in der Pfarrkirche Sant Baldiri begraben.

## Post mortem
Die Figur Rafael Casanova i Comes wurde zu einer großen Ikone der katalanischen Geschichte. 1863, 150 Jahre nach Ende des Erbfolgekrieges, benannte die Stadt Barcelona eine Straße nach ihm. Im Jahr 1888 errichtete die Stadt ein Denkmal für Rafael Casanova. Sie ehrte ihn damit als letzten Conceller en cap, als letzten Verteidiger der katalanischen und der Barceloneser Selbstverwaltung. Dieses Denkmal erlangte insbesondere während der zwei spanischen Diktaturen, derjenigen des Primo de Rivera von 1923 bis 1930 und derjenigen des Francisco Franco von 1939 bis 1975, den Status eines Symbols für die Wiederherstellung der katalanischen Institutionen der Selbstverwaltung. Während beider Diktaturen wurde dieses Denkmal aus Barcelona entfernt. Im Jahr 1977 wurde das Denkmal nahe der Stelle wieder platziert, an der Rafael Casanova von den absolutistisch-bourbonischen Truppen verwundet wurde. Jedes Jahr am 11. September, dem Nationalfeiertag Kataloniens, legen hier Vertreter der meisten katalanischen Parteien und Vertreter der wichtigsten kulturellen und sozialen Institutionen Kataloniens Kränze und Blumengebinde nieder.
Im Geburtshaus in Moià sowie im historisch-archäologischen Museum El Born in Barcelona, in dem großflächige Ausgrabungen der durch die Bourbonen zerstörten Stadtteile freigelegt sind, sind Räume eingerichtet, die die historische Person Rafael Casanova darbieten und würdigen.